# Henryk I Beauclerc
Henryk I (ur. 1068 lub 1069 w Selby w Yorkshire, zm. 1 grudnia 1135 Saint-Denis-le-Froment koło Gisors, Francja) – król Anglii 1100–1135, książę Normandii 1106–1135. Najmłodszy syn Wilhelma Zdobywcy i Matyldy – córki Baldwina V, hrabiego Flandrii.

## Wczesne lata
Henryk urodził się pomiędzy majem 1068 a majem 1069 r. w Selby w Yorkshire. Jego matka, królowa Matylda, nadała mu imię po swoim wuju, władcy Francji Henryku I. Jako najmłodszy syn pary królewskiej Henryk był przewidziany do kariery duchownej i otrzymał odpowiednie ku temu wykształcenie. Zamiłowanie do nauki pozostało mu zresztą przez resztę życia. Zawdzięcza też mu przydomek Beauclerc. Wykształceniem odbiegał również od pozostałych monarchów swojego okresu. Jak zapisał kronikarz William z Malmesbury, król Henryk mawiał, że niepiśmienny monarcha jest jak ukoronowany osioł.
Wilhelm Zdobywca zmarł w 1087 r. w wyniku obrażeń odniesionych po upadku z konia. Przy łożu umierającego monarchy czuwali Henryk i jego starszy brat Wilhelm. Zdobywca na łożu śmierci przekazał Normandię swojemu pierworodnemu Robertowi, Anglia przypadła Wilhelmowi, zaś Henryk otrzymał 5000 funtów srebra, aby mógł kupić sobie jakieś ziemie. Kronikarz Orderic Vitalis zapisał, że umierający król zwrócił się do najmłodszego syna ze słowami: Ty w swoim czasie obejmiesz wszystkie posiadłości, które podzieliłem i przewyższysz obu swoich braci w bogactwie i potędze.
Henryk, najzdolniejszy z rodzeństwa, od początku starał się skłócić starszych braci między sobą. Parokrotnie mu się to udawało, ale ostatecznie Robert i Wilhelm zawarli układ o przeżycie, w którym wyznaczali jeden drugiego swoim następcą. Henrykowi sprzyjały jednak okoliczności.

## Król Anglii
2 sierpnia 1100 roku król Wilhelm II Rudy zginął od strzały podczas polowania w New Forest. Do dzisiaj nie wiadomo, czy był to wypadek, czy zamach. Zwolennicy tej ostatniej teorii wskazują na Henryka, jako inspiratora zabójstwa swojego brata. Ciało Wilhelma znaleziono następnego ranka i przewieziono do Winchesteru. Zgodnie z układem o przeżycie jego następcą powinien zostać książę Normandii Robert, ale on właśnie był w drodze powrotnej z wyprawy krzyżowej i wrócił dopiero we wrześniu.
Na miejscu znajdował się natomiast Henryk. Korzystając z poparcia większości baronów wdarł się siłą do królewskiego skarbca w Winchesterze i zagarnął klejnoty koronne. Zwołany wiec feudałów zatwierdził Henryka na tronie Anglii i 5 sierpnia w opactwie westminsterskim odbyła się uroczystość koronacji. Aby umocnić swoją władzę król wydał „Kartę Wolności” (Charter of Liberties), w której zrywał z praktykami swojego brata, min. z nakładaniem nadmiernych podatków, zbyt długim utrzymywaniem wakatów na urzędach i praktykami symonii. Zwalniał dziedziców lenn królewskich od wykupu tych lenn, znosił opłaty za królewską zgodę na małżeństwa córek, sióstr i wnuczek baronów oraz uznawał prawo do swobodnego dysponowania pieniędzmi na wypadek śmierci.
Trwał jednak konflikt z Kościołem. Wprawdzie zaraz po objęciu tronu król zaprosił ponownie wygnanego arcybiskupa Canterbury Anzelma, ale dał mu do zrozumienia, że nie zamierza zrezygnować ze swoich praw do inwestytury duchownych. Spór narastał, aż do 1103 r., kiedy to papież Paschalis II ekskomunikował tych Anglików, którzy sprzeciwiali się woli papieża, z wyjątkiem króla Henryka. W odpowiedzi monarcha zabronił arcybiskupowi wracać do Anglii.
Stanowisko króla zmieniła dopiero ekskomunika rzucona na niego w 1105 r. Komplikowało to jego sytuację, tym bardziej, że rozpoczynał się właśnie podbój Normandii. Henryk ponownie zaprosił arcybiskupa, który przybył do Anglii w 1106 r. z pełnomocnictwem do zniesienia ekskomuniki. Porozumienie zawarto w 1107 r. Król zrezygnował z prawa do inwestytury, ale duchowni byli zobowiązani składać mu hołd. Arcybiskup Anzelm wrócił do swej stolicy i aż do swojej śmierci 21 kwietnia 1109 roku zajmował się sprawami swojej diecezji. Stosunki króla Henryka z Kościołem pozostawały poprawne.

## Podbój Normandii
Tymczasem książę Robert uległ namowom części anglonormandzkich feudałów i postanowił zbrojnie egzekwować swoje prawa do tronu Anglii. W 1101 r. zebrał armię, przeprawił się przez kanał La Manche i wylądował w Portsmouth. Działał jednak bardzo opieszale i Henrykowi udało się na czas zebrać armię. Robert powrócił do Normandii i zawarł z bratem traktat w Alton, w którym zrzekał się pretensji do angielskiej korony, w zamian za roczną pensję w wysokości 3000 marek.
Dla obu braci było to tymczasowe rozwiązanie. Robert wciąż chciał zostać królem Anglii, a Henryk łakomie spoglądał na Normandię. W 1105 r. kłopoty Roberta ze swoimi wasalami i pustym skarbem skłoniły Henryka do podjęcia próby podboju Normandii. Już podczas pierwszej kampanii król zajął Bayeux i Caen. Wówczas dowiedział się o papieskiej klątwie i powrócił do Anglii. Powrócił w 1106 r. i ruszył w kierunku Falaise. Po drodze obległ zamek Tinchebray, należący do hrabiego Wilhelma de Mortain, jednego z najmożniejszych zwolenników Roberta.
Książę ruszył zamkowi z odsieczą. Do decydującej bitwy doszło 28 września. Henryk podzielił swoją armię na trzy oddziały, którymi dowodzili Ranulf de Bayeux, Robert de Beaumont, 1. hrabia Leicester, i William de Warenne, 2. hrabia Surrey. Rezerwą dowodził hrabia Maine, Eliasz I. Posiłki przyprowadził również książę Bretanii, Alan IV. Po stronie Roberta stanęli hrabia de Mortain i Robert de Bellême, 3. hrabia Shrewsbury.
Bitwa trwała zaledwie godzinę i zakończyła się pogromem armii normandzkiej. Do niewoli dostali się książę Robert i hrabia de Mortain. Obydwaj spędzili resztę życia w niewoli. Henryk stał się faktycznym panem Normandii, aczkolwiek pozostał jeszcze Wilhelm Clito, jedyny syn księcia Roberta. W 1112 r. uciekł on na dwór Baldwina VII, hrabiego Flandrii i zgłosił swoje pretensję do Anglii i Normandii, zyskując poparcie części baronów, króla Francji Ludwika VI Grubego i hrabiego Andegawenii Fulka V. Henryk musiał stawić czoło dwóm rebeliom, w latach 1112–1120 i 1122–1123, ale za każdym razem wychodził z opresji obronną ręką. Kiedy Wilhelm, który w 1127 r. został hrabią Flandrii, zginął w walce z pretendentem do tytułu w 1128 r., władza Henryka nad Normandią nie była już zagrożona.

## Dalsze lata
Panowanie Henryka zaznaczyło się licznymi reformami prawnymi i skarbowymi. Zwolennicy króla nadali mu za to przydomek Lwa Sprawiedliwości. Oprócz wydania Karty Wolności, Henryk przywrócił część praw ustanowionych przez Edwarda Wyznawcę. Zreformował finanse państwa, ustanawiając sąd dla spraw skarbowych, tzw. trybunał Szachownicy (Exchequer), który zajmował się kontrolą wpływów podatkowych i karał tych, którzy uchylali się od płacenia podatków, a także urzędników, którym udowodniono malwersacje. Zadaniem Szachownicy było również prowadzenie rejestrów podatkowych.
Henryk dążył również do centralizacji zarządu państwem i zatarcia różnic między arystokracją normandzką a anglosaską, co mu się w znacznym stopniu udało, mimo niechęci baronów pochodzenia normandzkiego. Od jego czasów upowszechnił się system forestów, czyli ziem będących pod wyłącznym władaniem króla.
Henryk potrafił być również brutalny. Pewnego razu kazał zepchnąć z wieży mieszczanina z Rouen, imieniem Conan Pilatus, którego oskarżał o zdradę. Wieża ta została później nazwana "skokiem Conana".
Inna sprawa miała miejsce w 1119 r., kiedy to zięć Henryka, Eustachy de Pacy i konetabl Ivry Ralf Harnec, wymienili się swoimi dziećmi jako zakładnikami. Kiedy Eustachy oślepił syna Harneca, ten zażądał zadośćuczynienia. Król Henryk zezwolił mu na oślepienie i okaleczenie córek Eustachego, które były również jego wnuczkami. Eustachy i jego żona Juliana, zostali oskarżeni o zdradę. Zbuntowali się więc przeciwko królowi, a Juliana próbowała nawet zabić ojca. Została zatrzymana i uwięziona, ale uciekła skacząc do fosy. W późniejszych latach król pogodził się z córką i zięciem.
Ostatnie lata życia króla były naznaczone tragedią rodzinną i sporami o następstwo tronu. W 1120 r. w katastrofie Białego Statku u wybrzeży Normandii zginął jedyny syn króla Wilhelm Adelin. W tej sytuacji następczynią ojca została jego córka, cesarzowa Matylda, aczkolwiek było wielu pretendentów i po śmierci Henryka Anglia pogrąży się w anarchii i wojnie domowej.
W 1135 r. Henryk udał się do Normandii odwiedzić córkę i jej drugiego męża, Godfryda V, hrabiego Andegawenii. Zmarł tam 1 grudnia, po zjedzeniu zbyt dużej ilości minogów, które uwielbiał. Jego ciało zostało wystawione w Rouen na widok publiczny. W tym mieście pozostały też jego wnętrzności, mózg i oczy. Lekarz, któremu zlecono wyjęcie mózgu zmarł wskutek infekcji. Kiedy zwłoki króla zaczęły się rozkładać miejscowy rzeźnik posolił je i umieścił w wołowej skórze. W takim stanie ciało Henryka zostało przewiezione na miejsce pochówku do opactwa w Reading, które król ufundował 14 lat wcześniej.
Jego córka nie objęła korony, ubiegł ją w tym siostrzeniec Henryka, Stefan z Blois.

## Rodzina
11 listopada 1100 roku w opactwie westminsterskim, poślubił Edytę (ok. 1080 – 1 maja 1118), córkę Malcolma III, króla Szkocji, i Małgorzaty, córki Edwarda Wygnańca. Po koronacji przyjęła normańskie imię „Matylda”. Henryk i Matylda mieli razem syna i córkę:
- Matylda (7 lutego 1102 – 10 września 1167), żona Henryka V, cesarza rzymskiego i Godfryda V Plantageneta, hrabiego Andegawenii, jej synem był Henryk II Plantagenet
- Wilhelm Adelin (1103 – 25 listopada 1120)

29 stycznia 1121 roku poślubił Adelizę (Adelajdę) (1103–1151), córkę księcia Dolnej Lotaryngii i hrabiego Lowanium Gotfryda oraz Idy, córki Ottona II de Chiny. Małżeństwo to nie doczekało się potomstwa.
Henryk posiadał również wiele dzieci ze związków pozamałżeńskich:
Z Edytą:
- Matylda du Perche, poślubiła hrabiego Rotrou II de Perche, zginęła w katastrofie „Białego Statku”

Z Ansfridą:
- Juliana de Fontevrault, poślubiła Eustachego de Pacy, miała dwie córki
- Fulko FitzRoy, mnich w Abingdon
- Robert z Lincoln, zginął w katastrofie „Białego Statku”

Z lady Sybilą Corbet:
- Sybilla z Normandii (ok. 1092 – 13 lipca 1122), żona Aleksandra I, króla Szkocji
- Wilhelm Konstabl (ok. 1105 – ok. 1187), poślubił Alicję (Konstabl)
- Reginald de Dunstanville, 1. hrabia Kornwalii (ok. 1110 – 1 lipca 1175)
- Gundred (1114 – 1146), żona Henryka de la Pomeroy
- Rohese (ur. 1114), żona Henryka de la Pomeroy

Z Edytą FitzForne:
- Robert FitzEdith, lord Okehampton (1093–1172), ożenił się z Maud d'Avranches du Sap
- Adeliza FitzEdith

Z księżniczką Nest z Walii:
- Henryk FitzRoy (zm. 1157), zginął podczas ataku na Anglesey

Z Izabelą de Beaumont:
- Izabela Jadwiga (ur. ok. 1120)
- Matylda FitzRoy, opatka klasztoru w Montivilliers

Z nieznanymi kochankami:
- Robert, 1. hrabia Gloucester (ok. 1090 – 31 października 1147)
- Maud FitzRoy, żona Conana III, księcia Bretanii
- Konstancja FitzRoy, żona Roscelina de Beaumont
- Mabel FitzRoy, żona Wilhelma III de Gouet
- Alina FitzRoy, żona Mateusza I de Montmorency
- Wilhelm de Tracy (ok. 1130 – ok. 1190)
- Gilbert FitzRoy (zm. po 1142)